# Danny O'Donoghue
Danny O'Donoghue (nascido Daniel John Marcus Luthario O'Donoghue, em 3 de outubro de 1979 em Dublin, Irlanda) é um cantor e compositor irlandês, vocalista da banda The Script e técnico do reality The Voice UK na primeira e segunda temporada.

## Carreira
O primeiro single de The Script foi We Cry escrito por James Street, em Dublin.
Danny era um membro original do final dos anos 90 uma banda chamada Mytown após ter sido assinado por US$ 15 milhões de dólares para a Universal Records em 1999. Ele também trabalhou como produtor musical no Estados Unidos com o colega Mark Sheehan. Danny O'Donoghue é um cantor irlandês, compositor e músico de Dublin. Os seus pais são irlandeses, apesar de seu avô ser de origem grega, a partir de Chios, Grécia, e sua família estiveram em Portugal para três gerações.
The Script anunciou um novo álbum e single no seu site numa segunda-feira, 19 de julho de 2010. O primeiro single do próximo álbum de Science & Faith foi confirmado para ser uma canção chamada "For the first time". "For the first time" foi lançado em setembro de 2010 e o álbum Science & Faith que foi lançado em 13 de setembro de 2010. "For the first time" entrou nos tops britânicos na posição #5 e subiu para a #4 na semana seguinte e entrou nos tops irlandeses em #1.
O vídeo apresenta música de Bono filha Eve Hewson. Science & Faith entrou na Irlanda Album Chart e parada de álbuns do Reino Unido em no.1. Na sexta-feira, 24 de setembro bilhetes para os Scripts 'de 3 noites no The O2 Dublin, 2 nights at The Odyssey, em Belfast, e duas noites no INEC, Killarney foi colocado à venda e esgotaram em menos de 40 minutos, com mais de 60 mil ingressos vendidos.

## The Voice UK
Danny O'Donoghue foi técnico do The Voice UK nos períodos correspondidos: 2012 - 2013